# Virginio Cáceres
Virginio Cáceres Villalba (Itacurubí del Rosario, 21 maggio 1962) è un ex calciatore paraguaiano, di ruolo difensore.

## Caratteristiche tecniche
Giocava come terzino destro.

## Carriera

### Club
Cáceres iniziò la sua carriera nel Dipartimento di San Pedro, arrivando ad Asunción agli inizi del 1984 fimando per il Club Guaraní. Dopo aver vinto il titolo nazionale nella sua stagione d'esordio, il giocatore si trasferì all'Olimpia nel 1990, diventando un elemento importante della squadra: rimase infatti con il club della capitale fino al 2002, anno del suo ritiro dall'attività agonistica.

### Nazionale
Nel 1985 debuttò con il Paraguay, partecipando al campionato del mondo 1986 e alle edizioni di Argentina 1987 e Brasile 1989 della Copa América, totalizzando 45 presenze con la maglia della albirroja.

## Palmarès

### Competizioni nazionali
- Campionato paraguaiano: 7

Club Guaraní: 1984
Club Olimpia: 1993, 1995, 1997, 1998, 1999, 2000

### Competizioni internazionali
- Coppa Libertadores: 1

Club Olimpia: 2002
- Supercoppa Sudamericana: 1

Club Olimpia: 1990
- Recopa Sudamericana: 1

Club Olimpia: 1991